# Eugenia versicolor
Eugenia versicolor är en myrtenväxtart som beskrevs av Mcvaugh. Eugenia versicolor ingår i släktet Eugenia och familjen myrtenväxter. Inga underarter finns listade i Catalogue of Life.